# إليسوس
الإليسوس أو إليسوس (باليونانية: Ιλισός) هو نهر في أثينا عاصمة اليونان. وينبع إليسوس من سفوح جبال إميتوس و يمر خلال أثينا حتى يصب في خليج فاليرو. نهر إليسوس هو نهر من الأنهار الموسمية؛ فهو عبارة عن جدول خلال مواسم الجفاف، بينما في فترات الأمطار الشديدة يفيض ويتحول إلى سيول ينتج عنها فيضانات في كثير من الأحيان. و هو في الأصل أحد روافد نهر كيفيسوس، الذي يمر في أثينا ويصب في نفس الخلبج.
قبل منتصف القرن العشرين، كان مسار النهر مختلفاً حيث يمتد غرباً من جبال إميتوس ليلتقى بنهر كيفيسوس، فيجتمعان في مجرى واحد يتجه جنوباً إلى الخلبج. ولكن تم تعديل مجرى النهر قرب المصب في الوقت الحاضر حيث تم إنشاء مصب جديد على خليج فاليرو. و تمت تغطية كلا النهرين وأصبحا يتدفقان في أغلب المسار في قنوات تحت الأرض.

## أثينا القديمة
خلال العصور القديمة، كان نهر إليسوس يجرى خارج الأسوار الدفاعية لأثينا. فقد كتب أفلاطون في إحدى حواراته، المعروفة بمحلورة كريتياس، أن النهر كان واحداً من حدود الجدران القديمة. و في نفس التقاطع المزدحم الذي يحوى فندق الهيلتون والمتحف الوطني في أثينا اليوم، كانت تقع ضفاف هذا النهر كثيفة الأعشاب المظللة بالأشجار. إذكان هذا الموقع يعتبر في عصورالمثالية القديمة؛ من المآلف المفضلة لسقراط للمشي فيه والتدريس. و كان معبد بانكراتيس، البطل المحلي، يقع هناك أيضاً، وهو ما أعطى حى بانجكراتى في نفس الموقع اسمه. وكان إليسوس أيضاً نصف إله، فهو ابن بوسيدون وديميتر، وكان يُعبد في منطقة محرمة فوق تل أرديتوس بالقرب من إستاد باناثينايكوس الحالي.

## جذور الأسم
غالباً الاسم يرجع إلى جذور عصور ما قبل الإغريق : فهي تحوى نهايات في الكلمة مثل - سّوس - تّوس، والتي تشترك مع أسماء لمواقع جغرافية أخرى كثيرة في أتيكا وأنهار أخرى في اليونان، والتي تعتبر كلها بقايا فرعية من الجذور اللغوية.